# Cachoeira do Campo
Cachoeira do Campo é um distrito do município brasileiro de Ouro Preto, no interior do estado de Minas Gerais. Segundo o censo demográfico de 2022, realizado pelo Instituto Brasileiro de Geografia e Estatística (IBGE), sua população era de 12 035 habitantes e havia 4 264 domicílios particulares permanentes ocupados. Possui área de 57,47 km² conforme a Fundação João Pinheiro (FJP). Foi criado pela lei provincial nº 50 de 8 de abril de 1836.
Possui uma altitude média de 1.039 metros. Fica situado na rodovia dos Inconfidentes (BR-356, km 72), entre a sede do município (18 km) e Belo Horizonte (72 km). Possui o clima característico tropical de altitude, com temperaturas amenas, mantendo uma média em torno dos 19°C.

## História

### 1680 - Primeiro morador
O distrito surgiu entre os anos de 1674 a 1675, quando a bandeira de Fernão Dias Paes - o "caçador de esmeraldas" - na busca de riquezas nas montanhas de Minas, provavelmente descobriu a cascata de águas límpidas, próximo ao atual Centro Dom Bosco, que daria origem ao histórico nome do povoado da “Cachoeira”, passando mais tarde a ser chamado de Cachoeira do Campo. No ano de 1680 o aventureiro Manuel de Mello teria se estabelecido em Cachoeira, tornando-se o primeiro morador.
O povoado teve em 1700 seu desenvolvimento inicial, quando uma crise de fome atingiu Vila Rica fazendo com que um grande número de pessoas, que moravam naquela região mineradora, procurassem o local para produzir alimentos.

### 1708 - Guerra dos Emboabas
Na localidade, pela projeção da época, desencadeou um dos episódios mais sangrentos e decisivos do conflito envolvendo os direitos de exploração de ouro na futura Capitania de Minas Gerais, conhecido como Guerra dos Emboabas, entre 1708 e 1709, no local conhecido atualmente como Oratório Festivo.
O termo “emboaba” era pejorativo, dirigido aos estrangeiros que tentaram controlar a região das minas de ouro, tardiamente. Na língua tupi, essa expressão era originalmente utilizada pelos indígenas referenciando a todo tipo de ave que tinha suas pernas cobertas de penas até os pés. Com o passar do tempo, os bandeirantes paulistas a reinterpretaram para se referir aos forasteiros que, calçados de botas, alcançavam a região interiorana atrás dos metais preciosos.
Após a Guerra dos Emboabas, na Matriz de Nossa Senhora de Nazareth foi sagrado o primeiro governador eleito pelo povo da história das Américas, Manuel Nunes Viana, personagem esta, que liderava os vencedores Emboabas. No século XIX o distrito também sofreu as consequências da decadência do ouro na região.
Em vista do conflito a Coroa Portuguesa determinou a criação da Capitania de São Paulo e Minas de Ouro (1709). O capitão Antônio de Albuquerque foi nomeado oficialmente governador e Mariana escolhida como capital.

### 1720 - Felipe dos Santos e a sedição de Vila Rica
Em 1720, Felipe dos Santos e Pascoal Guimarães, mineradores de Vila Rica, foram os primeiros a enfrentarem a autoridade da Coroa. lideraram uma revolta contra a instalação das Casas de Fundição e consequente recolhimento pela Coroa de um quinto de todo o ouro extraído. Revolta conhecida por Sedição de Vila Rica, obtinha a simpatia de várias camadas da população. O episódio mais importante da revolta se deu na praça da matriz, em Cachoeira do Campo: a prisão de Felipe dos Santos Freire, enquanto insurgia o povo. Foi condenado à morte. Há controvérsias sobre sua execução, se enforcado e esquartejado, ou teve o corpo amarrado a cavalos, que saíram em disparada estraçalhando-o. Pascoal Guimarães foi condenado e teve sua propriedade incendiada. Os acontecimentos materializaram-se na autonomia administrativa da região das minas. A então Capitania de São Paulo e Minas de Ouro foi desmembrada em duas por D. João V, criando a Capitania de São Paulo e a Capitania de Minas Gerais, em 12 de setembro de 1720.

### Construção do acervo histórico e artístico
Na primeira metade do século XVIII, uma poderosa aristocracia se consolidava no lugarejo, com influência e dinheiro o bastante para construir prédios suntuosos para a época. Aliás, mesmo hoje seriam considerados suntuosos. A pompa e luxo fizeram morada em Cachoeira do Campo. Não demorou para que o poder também a escolhesse como residência.
A maior parte de seu acervo arquitetônico já não existe mais, como os antigos casarões coloniais da ladeira e da rua Sete de Setembro, o Palácio da Cachoeira, mesmo assim imponentes ruínas e construções remanescentes resistem ao tempo:
A Ponte do Palácio, datada do século XVIII, que dava acesso ao Palácio da Cachoeira, com 30 metros de comprimento e toda feita em pedra bruta, assentada em argamassa tendo o sangue de boi como aglomerante;
O Cruzeiro de Pedra na praça da Igreja matriz, construído em 1799, construído através do encaixe perfeito em peças de cantaria;
A Igreja de Nossa Senhora das Dores, construída em 1767, primeira no Brasil dedicada a esta invocação devocional;
A Igreja de Nossa Senhora das Mercês, construída em 1908;
A Igreja de Nossa Senhora do Bom Despacho, com data provável de construção no primeiro quarto do século XVIII;
A Igreja Matriz de Nossa Senhora de Nazaré, que substituiu uma antiga igreja ali erguida por volta de 1700, de decoração ao estilo Nacional Português, caracterizando a primeira fase do Barroco Mineiro. Foi a primeira igreja do país a receber investimentos do PAC das Cidades Históricas para o combate de cupins e insetos xilófagos que têm comprometido seus altares e douramentos.
Chafariz de Dom Rodrigo, situado na serra de Ouro Preto, com regime constante de água até os dias atuais;
O Palácio da Cachoeira foi construído em 1773 por D. Rodrigo de Menezes e e ampliado em 1782 por D. Rodrigo José de Meneses. Era onde residiam os governadores da Capitania das Minas Gerais. Em 1811, foi transformado em internato pelas Irmãs Salesianas e atualmente funciona no local o Colégio Nossa Senhora Auxiliadora. Segundo o historiador Augusto de Lima Júnior, o palácio era dotado de todo conforto possível naquela época, incluindo-se lago artificial. O Palácio do Governo era em Vila Rica, mas os governadores preferiam, para residência, o Palácio da Cachoeira, evitando-se com isso o clima úmido e chuvoso de Vila Rica e o burburinho da mineração.

### 1775 - Regimento Regular de Cavalaria de Minas & Tiradentes & PMMG

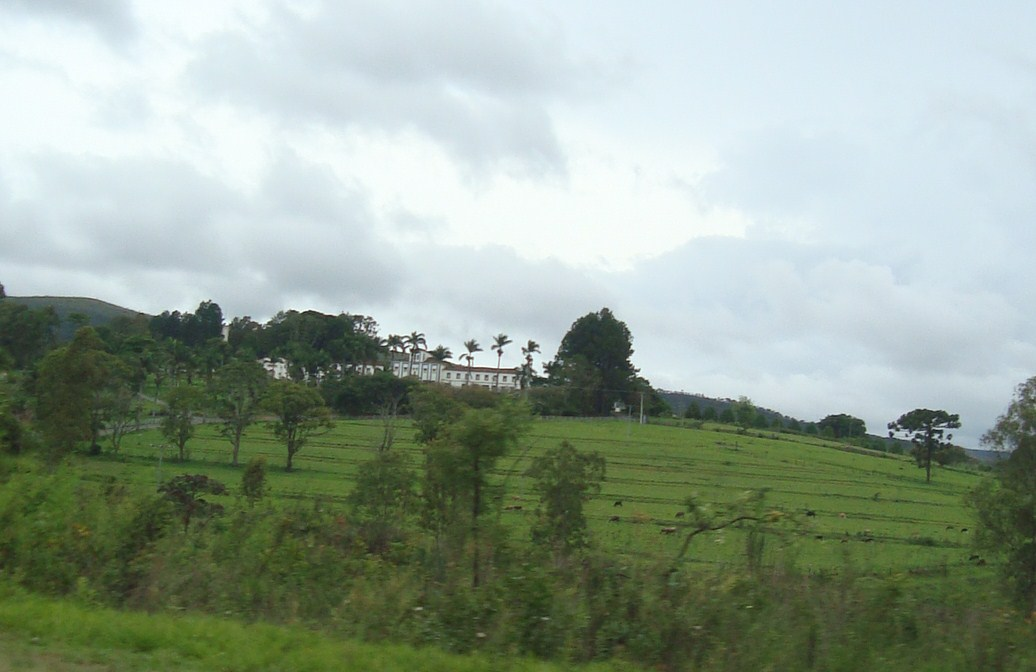
Edifício principal do Colégio Dom Bosco, em Cachoeira do Campo.

Em 1775 foi construído no distrito de Cachoeira do Campo pelo governador provinciano Dom Antônio de Noronha, o quartel para abrigar o recém-formado Regimento Regular de Cavalaria de Minas, considerado a célula-máter da Polícia Militar do Estado de Minas Gerais. Sua origem, portanto, data de 9 de junho do ano de 1775 no então chamado Quartel dos Dragões Del’Rey, onde lotava-se o alferes Joaquim José da Silva Xavier, o Tiradentes, exatamente no local onde se encontra atualmente o Colégio Dom Bosco (Centro Dom Bosco).
Em 1816, deu início as adaptações para fundação da Coudelaria Imperial de Cachoeira do Campo, o que se deu a 29 de julho de 1819, transformando o local no maior centro criador de cavalos de raça da província, partindo dali a gênese de algumas das raças mais apreciadas no Brasil e no exterior.
O Regimento de Cavalaria pago, tinha como missão guardar as minas de ouro descobertas na região de Vila Rica, (atual Ouro Preto) e Mariana.
Em 1834, o Regimento Regular de Cavalaria de Minas seguiu para o Rio de Janeiro, transformando-se no Primeiro Corpo de Cavalaria do Exército.
A Polícia Militar de Minas Gerais é a mais antiga entre as Polícias do Brasil e seu patrono é o alferes Tiradentes, herói da Inconfidência Mineira.

### 1856 e 1864 - Bandas Musicais
Foi criada no distrito em 1856 a Banda Euterpe Cachoeirense e em 1864, a Sociedade Musical União Cachoeirense, atualmente Sociedade Musical União Social, sendo a segunda, formada por dissidentes da Banda Euterpe Cachoeirense, bandas que se encontram em atividade ininterrupta desde a fundação e que muito contribuem para o enriquecimento da cultura local.
Estão entre as bandas musicais civis mais antigas de Minas Gerais.

### 1881 - Visita do Imperador
O Imperador Dom Pedro II esteve em Cachoeira do Campo, onde chegou em 2 de abril de 1881, por ocasião de uma viagem pela Província de Minas. A comitiva imperial saiu do Rio de Janeiro no dia 26 de março, viajando de trem até Barbacena, de onde a viagem devia seguir a cavalo até Ouro Preto. Quando sua carruagem entrou no distrito pelo Tombadouro, houve intenso foguetório provocado pela multidão que se encontrava nas proximidades da praça da igreja matriz, cessando a pedido da Imperatriz D. Teresa Cristina, por estar assustando os cavalos. O Imperador foi recebido pelo Pe. Afonso, Coronel Ramos (Joaquim Fernandes Ramos) e outras autoridades locais. A comitiva imperial passou pela Matriz de Nossa Senhora de Nazareth, cujos altares o "agradaram muito", como ele próprio escreveu. Passou também pelo Palácio da Cachoeira e no imóvel onde se localiza o Colégio Dom Bosco, onde segundo consta, era intenção do Imperador transformar aquela propriedade numa escola agrícola.
Durante o almoço Dom Pedro II sentou-se em uma cadeira imponente que anos antes havia também sentado seu pai Dom Pedro I em sua passagem pelo distrito, fato que lhe foi relatado carinhosamente por Manoel Murta, companheiro de caçadas de D.Pedro I quando das suas visitas a Cachoeira do Campo. Esta cadeira, importantíssima para a história de Cachoeira, está guardada no Centro Dom Bosco.

### 1907 - Ensino Fundamental
A primeira escola de ensino fundamental no distrito foi criada em 21 de outubro de 1907 sob o nome de Grupo Escolar, sendo então utilizado salas improvisadas, esparsas e outros locais inadequados.
Em 1947, passou a se chamar Escola Estadual Pe. Afonso de Lemos, em homenagem ao pároco local Padre Afonso Henrique de Figueiredo Lemos.
O local ocupado atualmente, uma área de 5.000 m2, foi doado pela Prefeitura de Ouro Preto em 1949, onde foi construído o prédio no qual a escola funciona até hoje.
A partir de 1978, passa a funcionar a 5ª série. Em seguida, a 6ª e 7ª séries.
Já em 1981, passa a funcionar a 8ª série. O Decreto Municipal nº 24.384, de 22Mar1985, regula a criação do antigo segundo grau na escola.